# جو دويرنغ
جو دويرنغ (بالإنجليزية: Joe Doering)‏ هو مصارع محترف أمريكي، ولد في 16 أبريل 1982 في شيكاغو في الولايات المتحدة.

## وصلات خارجية
- جو دويرنغ على موقع WrestlingData.com (الإنجليزية)
- جو دويرنغ على موقع CageMatch worker (الإنجليزية)
- جو دويرنغ على موقع قاعدة بيانات المصارعة على الإنترنت (الإنجليزية)
- جو دويرنغ على موقع عالم المصارعة على الإنترنت (الإنجليزية)

- جو دويرنغ على موقع IMDb (الإنجليزية)